# Diecezja Kontagora
Diecezja Kontagora – jednostka administracyjna Kościoła rzymskokatolickiego w Nigerii.
Powstała w 1995 jako prefektura apostolska. W 2002 promowana do rangi wikariatu apostolskiego. 2 kwietnia 2020 papież Franciszek podniósł ją do rangi diecezji.

## Biskupi ordynariusze
- Biskupi 
  - Bp Bulus Dauwa Yohanna (od 2020)
- Wikariusze apostolscy
  - Bp Bulus Dauwa Yohanna (2012–2020)
  - Bp Timothy Joseph Carroll, S.M.A. (2002–2010)
- Prefekci apostolscy
  - O.Timothy Joseph Carroll, S.M.A. (1995–2002)